# Richard Wagner (film 1913)
Richard Wagner è un film muto del 1913 diretto da Carl Froelich.

## Trama
Storia del grande compositore tedesco Richard Wagner, dalla sua infanzia ai suoi grandi trionfi nella musica orchestrale e operistica.

## Restauro
Nel 2013 il film è stato restaurato e trasmesso da Art'e, che organizza per l'occasione una proiezione cinematografica con orchestra.